# Gustav I. Wasa

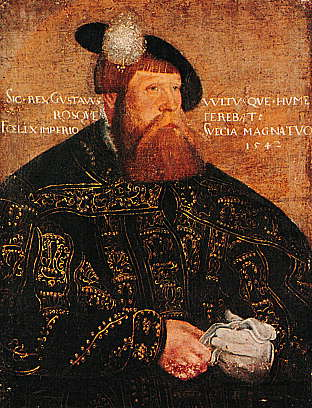
Gustav I. Wasa (Gemälde vom Jakob Bink, 1542)

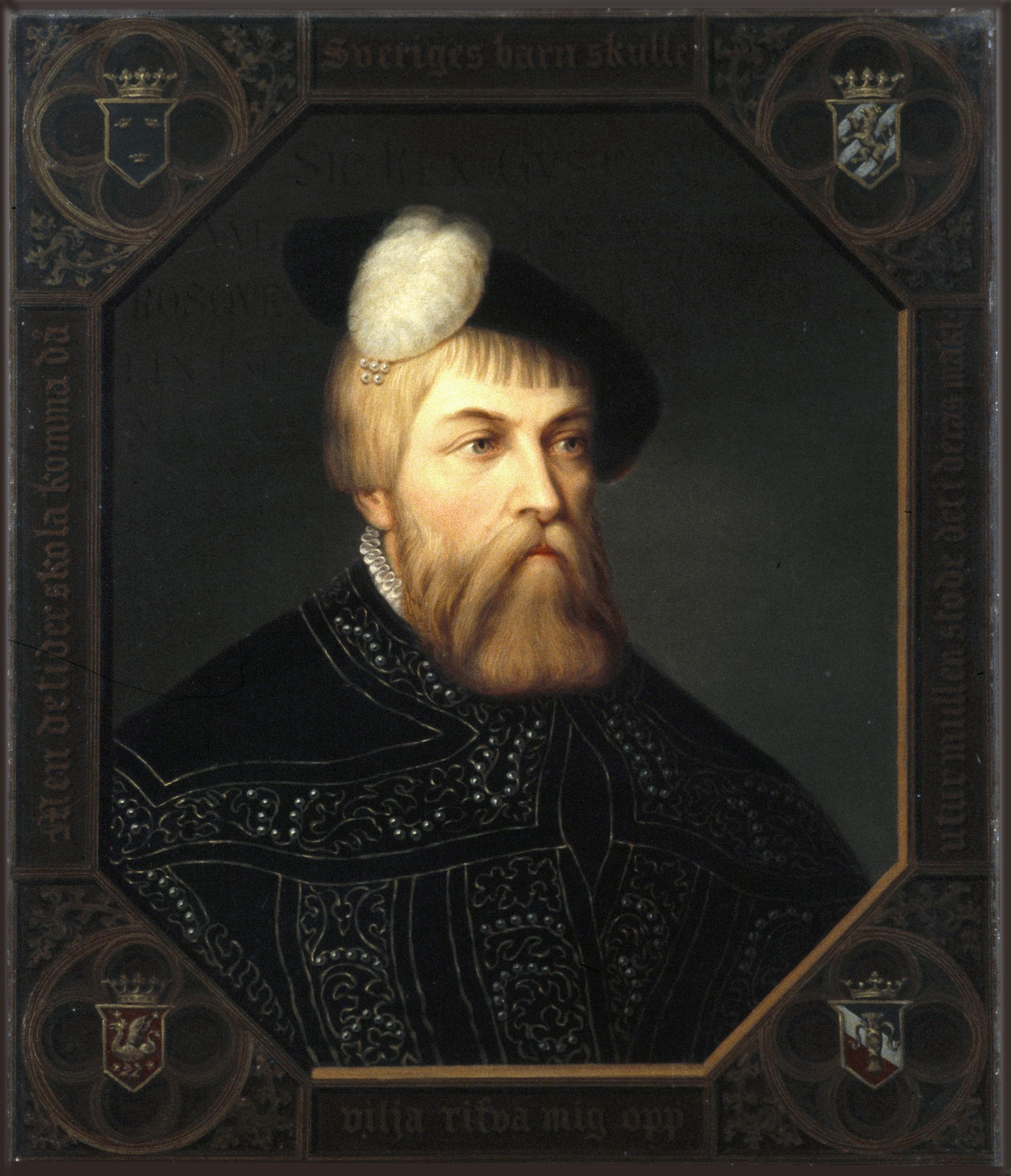
Gustav Eriksson (auch König Jösta) ab dem 17. Jahrhundert genannt Gustav I. aus dem Hause Wasa (1496–1560) war von 1523 bis 1560 König von Schweden. Königliches Zeughaus, Stockholm

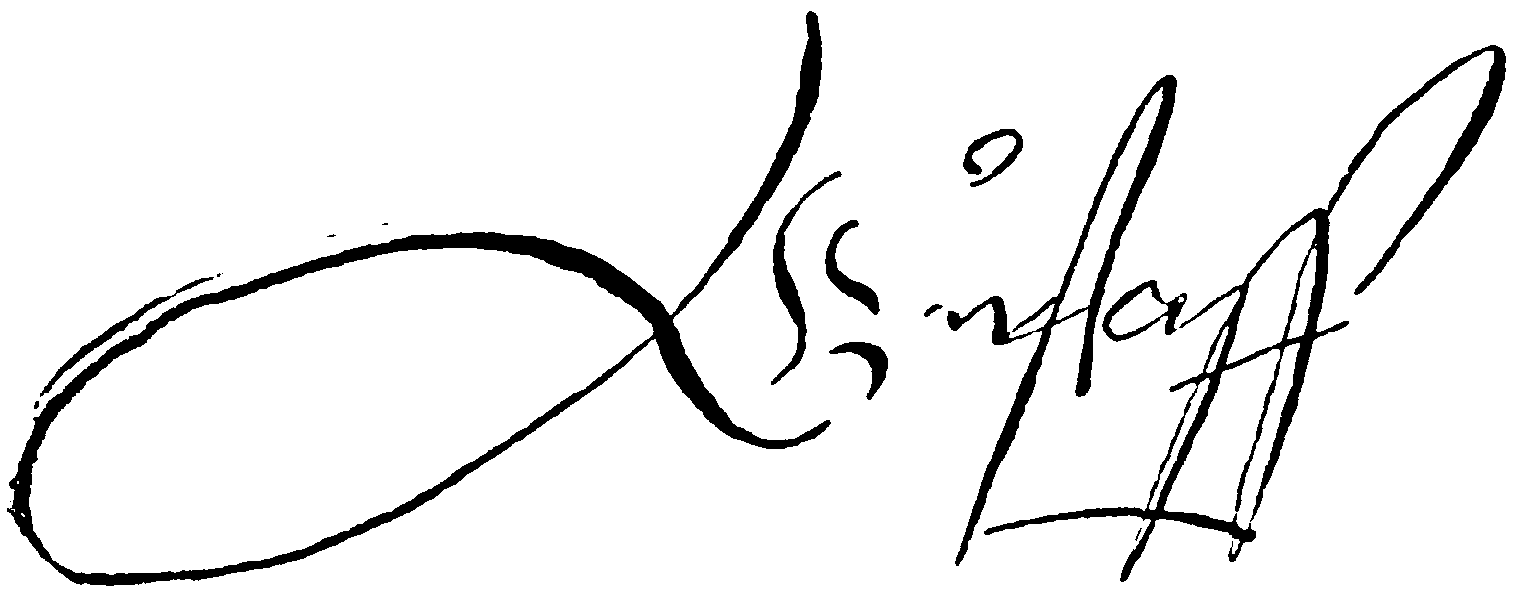
Unterschrift von Gustav I. Wasa

Gustav I. Wasa (schwedisch Gustav Vasa, Gustav Eriksson Vasa oder Gustav I – damals eigentlich Gustav Eriksson; * 12. Mai 1496; † 29. September 1560 in Stockholm) war von 1521 bis 1523 Reichsverweser und vom 6. Juni 1523 bis zu seinem Tod König von Schweden.
Er führte die erbliche Thronfolge ein und befreite Schweden von der Herrschaft des dänischen Königs, weshalb der 6. Juni, der Tag seiner Wahl, zum Schwedischen Nationalfeiertag wurde. Den Namen Gustav Wasa bekam er erst im 17. Jahrhundert, zu Lebzeiten war er als Gustaf Eriksson und König Jösta bekannt.
1527 konnte er das protestantische Luthertum als Schwedens Staatsreligion durchsetzen.
Seine sterblichen Überreste liegen in der Vasagruft im Dom zu Uppsala begraben.

## Die ersten Jahre
Gustav I. aus dem Hause Wasa wurde am 12. Mai 1496 in Lindholmen, nach anderen Quellen am 3. Mai 1497 auf Schloss Rydboholm als ältester Sohn von Erik Johansson (Vasa) und dessen Frau Cecilia Månsdotter (Eka) geboren.
Schweden war in dieser Zeit (seit 1397) Mitglied der Kalmarer Union, die von den dänischen Königen beherrscht wurde. Doch gab es in Schweden starke Unabhängigkeitsbestrebungen, was dazu führte, dass Könige abgesetzt wurden und Schweden zeitweise von Reichsverwesern regiert wurde. Einen großen Teil seiner Kindheit verbrachte Gustav mit seiner Schwester Margaret im Schloss von Rydboholm. Als er 13 Jahre alt war, ging er nach Uppsala und besuchte dort zuerst die Schule und dann die Universität, wo er unter anderem Latein und Deutsch lernte. Dort verbrachte er etwa vier Jahre und danach schickte man ihn an den Hof Sten Stures des Jüngeren, des Reichsverwesers des Schwedischen Reiches. Hier lehrte man Gustav die höfischen Standesregeln und das Fechten und gab ihm eine Offiziersausbildung.
Er beteiligte sich schon frühzeitig an Kämpfen von Sten Sture gegen den dänischen König Christian II., der gleichzeitig Herrscher der Kalmarer Union und damit Schwedens war. So war Gustav 1518 in der von den Schweden gewonnenen Schlacht bei Brännkyrka Fahnenträger. Gustav gehörte auch zu jenen sechs Personen, die nach dieser Schlacht die Verhandlungen mit König Christian einleiten sollten. Doch anstatt zu verhandeln, nahm Christian alle sechs als Geiseln und segelte nach Dänemark zurück. Auf der kleinen Insel Kalø, nordöstlich von Aarhus auf Jütland, wurden sie gefangen gehalten. Christian II. versuchte die Gefangenen zum Seitenwechsel zu bewegen, doch nur zwei Geiseln folgten diesem Angebot. Gustav, der weiter treu zu Sten Sture hielt, gelang im September 1519 die Flucht nach Lübeck. Zuerst fand er Unterschlupf bei Schwedenkaufleuten wie Cord König und Marcus Helmstede und traf sich mit Harmen Israhel. Dieser vermittelte den Kontakt zu dem Lübecker Bürgermeister Nikolaus Brömse. Der Lübecker Rat schützte ihn vor einem Auslieferungsgesuch des dänischen Königs und nach acht Monaten Aufenthalt konnte er getarnt und heimlich nach Schweden zurückkehren. Zu seinen wichtigsten Unterstützern gehörte neben Harmen Israhel, der Kaperschiffe für seinen Kampf gegen Christian II. ausstattete, der Waffenhändler Cord König, der den Kontakt zu dem Schiffer Hinrich Möller herstellte, der Ende Mai 1520 die gefährliche Überfahrt nach Kalmar wagte. Inzwischen hatte König Christian in der Schlacht bei Bogesund auf dem See Åsunden gegen Sten Sture gesiegt und Schweden war auf dem Weg, seine relative Autonomie vollständig an Christian II. zu verlieren.

## Kampf gegen Christian von Dänemark

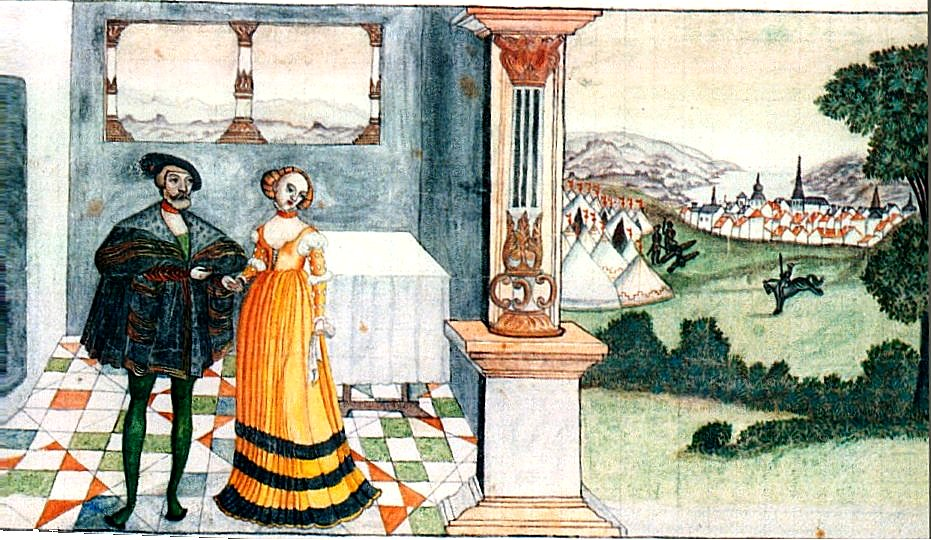
Das erste aus einer Reihe von fünf Bildern, welche die Siege Gustav Vasas zeigen; es stellt die Ereignisse um die Belagerung Stockholms 1521 dar.

Gustav kam am 31. Mai 1520 mit dem Schiff Rabe des Lübecker Schiffers Hinrich Möller in der Nähe von Kalmar in Schweden an. Er wurde auch freundlich im Kalmarer Schloss von der dortigen Befehlshaberin, Anna Eriksdotter (Bielke) empfangen, doch spürte er gleich dort den fehlenden Willen unter den Adligen und den Stadtbewohnern, gegen den neuen Herrscher anzukämpfen. Das Gleiche erlebte er auf seinem Weg durch Småland und Östergötland in Richtung Mittelschweden.
Als er in Södermanland bei seinem Schwager Joakim Brahe ankam, erfuhr Gustav, dass sich nun auch Stockholm König Christian anschloss. Joakim wollte nach Stockholm, um an den Krönungsfeierlichkeiten teilzunehmen, und Gustav warnte ihn vergebens vor dieser Reise. Der Krönung von Christian II. zum schwedischen König folgte die Hinrichtung vieler hochrangiger schwedischer Adliger unter dem Vorwurf der Ketzerei, was als Stockholmer Blutbad bekannt ist. Unter ihnen waren Joakim Brahe und Gustav Wasas Vater Erik Johansson (Vasa) sowie zwei von Gustavs Onkeln.
Gustav hatte sich unterdessen nach Dalarna begeben, wo er hoffte, auf erfahrene Kämpfer zu treffen, die sich einem Aufstand anschließen würden. Als er im November 1520 ankam, waren sie aber unentschlossen, und er musste seine Flucht in Richtung der norwegischen Grenze fortsetzen. Als kurz darauf die Nachricht vom Stockholmer Blutbad den Ort Mora erreichte, änderten die Landesfürsten ihre Einstellung und schickten ihre zwei besten Skiläufer auf den Weg, um Gustav zurückzuholen.
In der Nähe von Sälen erreichten sie ihn und berichteten über die veränderte Lage – zum Gedenken an dieses Ereignis findet seit 1922 der Wasalauf statt. Der Aufstand breitete sich nun Stück für Stück nach Süden aus. Bei Kopparberg schlossen sich 1000 Bergarbeiter an. Ende April 1521 war Gustav Wasa Herr über Dalarna, Gästrikland, Västmanland und Närke. Im Juni stand er mit seinem Bauernheer vor Stockholm, doch die Erstürmung der Stadt war ausgeschlossen.
In der zweiten Augusthälfte des Jahres 1521 wählte man Gustav zum „Reichsvorsteher“. Weiterhin in dänischer Hand blieben aber die befestigten Burgen und Städte, da es Gustav an kriegstauglichem Volk und Belagerungsmaterial fehlte. Auch für Angriffe auf Festungen, die am Meer gelegen waren, fehlte ihm die nötige Ausrüstung. Als Gegner stand ihm der Kommandeur der dänischen Flotte und Lehnsmann von Gotland Søren Norby auf Visborg gegenüber. Kalmar und Öland konnte er erst 1522 bezwingen, nachdem ihm geeignete Schiffe aus Lübeck unter Führung des Ratsherren Hermann Plönnies zur Hilfe gekommen waren. Am Mittsommertag 1523 konnte Gustav Einzug in Stockholm feiern und im Oktober desselben Jahres fielen die letzten Festungen bis auf Visborg in seine Hände.

## Gustav als König

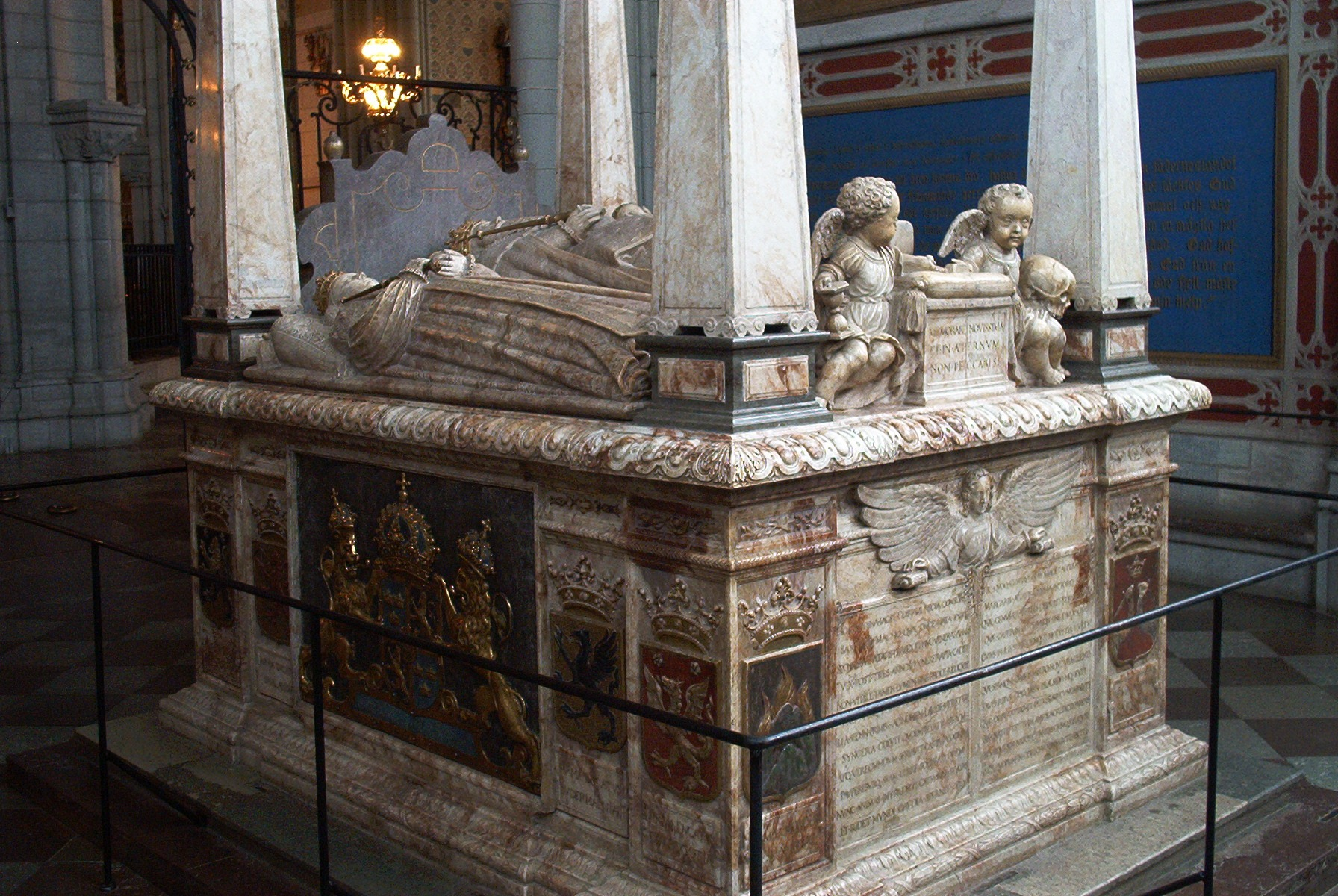
Gustav Wasas Grab im Dom zu Uppsala

Gustav Wasa wurde am 6. Juni 1523 auf dem schwedischen Reichstag in Strängnäs beim Dom zu Strängnäs zum König gewählt. Kurz darauf waren alle dänischen Truppen aus dem Land vertrieben. Die Krönung zum König wurde am 12. Januar 1528 im Dom zu Uppsala vorgenommen.
Das schwedische Reich litt unter hohen Schulden, und Gustav I. sah sich nach Möglichkeiten zur Verbesserung der finanziellen Lage um. Dafür vergab er unter anderem ein Fischereimonopol an die Gävlefischer. Im Reichstag von Västerås 1527 wurde beschlossen, dass ein Großteil der früheren kirchlichen Einkünfte nun an das Königshaus gehen sollte. Gleichzeitig wurde Gustav Wasa anstelle des Papstes zum Oberhaupt der schwedischen Kirche bestimmt. Es wurden auch die ersten Schritte zur Reformation eingeleitet, die in den 1530er Jahren zur Trennung von der katholischen Kirche führten. Die Konfiszierung der kirchlichen Güter, die etwa ein Fünftel des gesamten Grundbesitzes ausmachten, führte zu einer Stärkung der königlichen Finanzen. Gleichzeitig wurde die Grundlage für eine zentrale Administration gelegt, die nach ausländischem Vorbild in den Jahren 1538–1542 modernisiert wurde, und ebenfalls das Steuerwesen wurde neu geordnet. Weitere wichtige Schritte auf dem Weg zur Zentralisierung waren der Reichstag von Västerås 1544, bei dem das Wahlkönigtum durch das Erbkönigtum ersetzt wurde.

Gustav Wasa als König. Kupferstich von Bolt

Gustav Wasas Reich war vor allem ein Bauernreich. Nur fünf Prozent der Bevölkerung lebte in Städten. Die Dalarna-Aufstände der Bauernschaft in Gustavs ersten Regierungsjahren richteten sich vor allem gegen die hohen Abgaben, die zur Befriedigung ausländischer Gläubiger erhoben wurden. Dies erzeugte Widerstand unter den Bauern, was sich 1542 im Dacke-Aufstand niederschlug.
Gustav bekämpfte außerdem die Privilegien der deutschen Hanse. Diese waren den Lübeckern erteilt worden als Gegenleistung für ihre Unterstützung beim Kampf gegen Dänemark, führten jedoch zur wirtschaftlichen Abhängigkeit Schwedens. Gustav unterstützte den Kampf seines Schwagers, des neuen dänischen Königs Christian III., gegen die Hanse, was zur vollständigen Selbstständigkeit der schwedischen Häfen führte. Nach dieser erfolgreichen Zusammenarbeit zwischen den beiden skandinavischen Reichen erstarkte wieder das alte Misstrauen und Gustav befürchtete sogar einen neuen Krieg. In seinen letzten Regierungsjahren führte Schweden einen Krieg gegen Russland (1554–1557). Dieser Krieg hatte aber keine Veränderung von Grenzverläufen zur Folge.
Gustav Wasa war der Gründer eines der ersten Orchester der Neuzeit, der Königlichen Hofkapelle. Königliche Haushaltsbücher von 1526 erwähnen 12 Musiker, darunter Bläser, einen Paukisten, aber noch keine Streicher. Die Kungliga Hovkapellet ist heute das Orchester der Königlich Schwedischen Nationaloper und gehört zu den ältesten Orchestern Europas.

## Familie
Gustav I. Wasa war dreimal verheiratet.
Am 24. September 1531 heiratete er Katharina von Sachsen-Lauenburg (* 24. September 1513; † 23. September 1535), Tochter Herzog Magnus I. von Sachsen-Lauenburg und dessen Frau Katharina von Braunschweig-Wolfenbüttel. Sie gebar den gemeinsamen Sohn
- Erik XIV. (* 13. Dezember 1533; † 26. Februar 1577), Herzog von Kalmar (seit 1557) und König von Schweden (1560–1568) ⚭ 1568 Karin Månsdotter

Am 1. Oktober 1536 vermählte er sich in zweiter Ehe mit Margareta Eriksdotter Leijonhufvud (* 1. Januar 1516; † 26. August 1551), Tochter von Erik Abrahamsson Leijonhufvud und dessen Gemahlin Ebba Eriksdotter Wasa, die ihm zehn Kinder schenkte, wovon zwei Knaben noch zu Lebzeiten der Eltern starben:
- Johann III. (* 20. Dezember 1537; † 17. November 1592), Herzog von Finnland (1556–1563 und wieder ab 1568–1592) und König von Schweden (1568–1592)

1. ⚭ 4. Oktober 1562 Prinzessin Katharina Jagiellonica, Tochter König Sigismunds von Polen
2. ⚭ 21. Februar 1585 Gunilla Bielke

- Katharina (* 6. Juni 1539; † 21. Dezember 1610) ⚭ 1. Oktober 1559 Edzard II. Graf von Ostfriesland
- Cäcilie (* 6. November 1540; † 27. Januar 1627) ⚭ 11. November 1564 Markgraf Christoph II. von Baden-Rodemachern
- Magnus (* 25. Juli 1542; † 20. Juni 1595), Herzog von Östergötland
- Karl (*/† 1544), Prinz von Schweden
- Anna Maria (* 9. Juni 1545; † 3. März 1610) ⚭ 1563 Georg Johann I. von Pfalz-Veldenz
- Sten (* 1546; † 1549), Prinz von Schweden,
- Sophia (* 29. Oktober 1547; † 3. März 1611) ⚭ 4. Juli 1568 Magnus II. von Sachsen-Lauenburg
- Elisabeth (* 4. April 1549; † 12. November 1597) ⚭ 7. Mai 1581 Christoph zu Mecklenburg
- Karl IX. (* 4. Oktober 1550; † 30. Oktober 1611), Herzog von Södermanland, Värmland, Närke, Västmanland und Västergötland ab 1569, Reichsverweser ab 1595 und 1604 König von Schweden

1. ⚭ 11. Mai 1579 Anna Maria von der Pfalz, Tochter Ludwig VI. von der Pfalz
2. ⚭ 27. August 1592 Christine von Schleswig-Holstein-Gottorf, Tochter Adolfs I. von Schleswig-Holstein-Gottorf

In dritter und letzter Ehe heiratete der König am 22. August 1552 Katharina Stenbock (* 22. Juli 1535; † 13. Dezember 1621), Tochter des Reichsrats Gustav Olofsson und Brita Eriksdotter Leijonhufvud, der Schwester seiner zweiten Frau. Die Ehe blieb kinderlos. Katharina überlebte den König um 61 Jahre.